# مايو 2006
مايو 2006 هو الشهر الخامس من عام 2006. بدأ الشهر يوم الاثنين، وانتهى يوم الأربعاء بعد 31 يومًا.

## بوابة:أحداث جارية
| \| 1 مايو 2006 (الإثنين) \| عدل \| تاريخ \| راقب \| تصفح \| |     |       |      |      |
| - أفادت أنباء أن القوات الإيرانية قصفت اليوم الإثنين ولليوم الثاني على التوالي مناطق كردية شمالي العراق، لكن إيران امتنعت عن تأكيد عملياتها تلك ونقلت "وكالة الصحافة الفرنسية" عن "رستم جودي" أحد قادة حزب العمال الكردستاني قوله إن القوات الإيرانية قصفت مواقع وقالت وزارة الدفاع العراقية إن القوات الإيرانية قصفت المنطقة الحدودية في "حاج عمران" في "إقليم كردستان في شمال العراق" بعد أن توغلت مسافة خمسة كيلومترات داخل الأراضي العراقية وقصفت منطقة "لولان" . - اعرب سليم أحمد سليم كبير مفاوضي الاتحاد الأفريقي في محادثات السلام بشأن النزاع في إقليم دارفور شرقي السودان، عن خيبة امله للموقف الذي اتخذته حركات التمرد في الإقليم في هذه المفاوضات وقال سليم ان هذه الحركات جاءت إلى محادثات أبوجا بمواقف مسبقة، وهي بكل بساطة تكرر مطالبها - في استعراض يهدف لإظهار مدى القوة الاقتصادية للمهاجرين في الولايات المتحدة، يتوقع منظمون خروج الملايين من أعمالهم من لوس أنجلوس إلى نيويورك الاثنين، في مشاركة منقطعة النظير، للانضمام إلى المسيرات المناوئة لمقترح الإدارة الأمريكية بإتخاذ إجراءات صارمة ضد المهاجرين غير الشرعيين في البلاد وسوف "لن يكون هناك سائقوا شاحنات أو سيارات أجرة أو عمال فنادق وستمتنع نصف القوة العاملة في التدريس عن الذهاب إلى المدارس" - أستبعد نائب وزير النفط الإيراني محمد هادي نجاد حسينيان الأحد فرض الأمم المتحدة عقوبات على بلاده مشيراً إلى أن مثل هذه الخطوة ستؤدي لارتفاع أسعار النفط، وتدفع الولايات المتحدة وحلفائها الأوروبيون نحو فرض عقوبات محتملة على إيران عقب تأكيد الوكالة الدولية للطاقة الذرية إن حكومة طهران نجحت في تخصيب اليورانيوم . |     |       |      |      |
| 1 مايو 2006 (الإثنين) | عدل | تاريخ | راقب | تصفح |

| 1 مايو 2006 (الإثنين) | عدل | تاريخ | راقب | تصفح |

| \| 2 مايو 2006 (الثلاثاء) \| عدل \| تاريخ \| راقب \| تصفح \| |     |       |      |      |
| - شارك أكثر من مليون من العمال المهاجرين في الولايات المتحدة في يوم من المظاهرات في جميع أنحاء البلاد، احتجاجا على مشروع تعديل قوانين الهجرة. وقاطع الملايين من هؤلاء مدارسهم وأماكن عملهم وتجنبوا انفاق الأموال، في محاولة للتدليل على أهميتهم بالنسبة لاقتصاد البلاد. ويقيم نحو 11.5 مليون مهاجر غير شرعي في الولايات المتحدة، يدخل كثيرون منهم البلاد عبر المكسيك . - يجتمع في باريس الثلاثاء مسؤولون بارزون من الدول الخمس دائمة العضوية في مجلس الأمن في محاولة للتوصل إلى موقف مشترك بشأن كيفية التعامل مع أزمة البرنامج النووي الإيراني. ويعد الاجتماع، الذي يعقد على مستوى المدراء السياسيين، الأول لممثلي دول بريطانيا وفرنسا والصين وروسيا والولايات المتحدة منذ إبلاغ الوكالة الدولية للطاقة الذرية مجلس الأمن الجمعة الماضية بأن إيران لم تنصاع لطلب وقف تخصيب اليورانيوم . - شدد الرئيس العراقي، جلال طالباني، في بيان صدر عن مكتبه الأحد، على أهمية فتح حوار مع فصائل المقاومة العراقية وضمهم إلى العملية السياسية، واستثنى طالباني ما وصفهم بالصّداميين والزرقاويين من إمكانية مشاركتهم في العملية السياسية، مشيراً إلى أنّ الجماعات المسلحة الأخرى دخلت العمل المسلح على أساس إخراج المحتل، و"هؤلاء هم الذين نسعى إلى إجراء حوار معهم وضمهم للعملية السياسية." - قال الرئيس الفلسطيني إن السلطة الوطنية جاهزة للتفاوض مع الحكومة الإسرائيلية المقبلة حالما يكتمل تشكيلها برئاسة إيهود أولمرت. وأضاف محمود عباس عقب اجتماعه مع الملك عبد الله الثاني في عمان، أن هناك إشارات ايجابية من قبل الإسرائيليين يمكن استثمارها لاستئناف مفاوضات السلام . |     |       |      |      |
| 2 مايو 2006 (الثلاثاء) | عدل | تاريخ | راقب | تصفح |

| 2 مايو 2006 (الثلاثاء) | عدل | تاريخ | راقب | تصفح |

| \| 3 مايو 2006 (الأربعاء) \| عدل \| تاريخ \| راقب \| تصفح \| |     |       |      |      |
| - تم مجددا تمديد مهلة للمفاوضين من المتمردين والحكومة السودانية والمجتمعين في نيجيريا لمدة 48 ساعة، بحيث تنتهي ليل الخميس.، للتوقيع على اتفاق ينهي النزاع في دارفور. يذكر أن مفاوضي الولايات المتحدة وبريطانيا والاتحاد الأفريقي يضغطون من أجل التوصل إلى اتفاق من شأنه إنهاء النزاع الذي أسفر عن مقتل نحو 200 ألف شخص في دارفور . - أبدت الولايات المتحدة خيبة أملها حيال قرار مجلس الشعب المصري تمديد قانون الطوارئ في البلاد لعامين. وقال المتحدث باسم وزارة الخارجية الأمريكية شين ماكورماك ان ان واشنطن "تريد ان يفي الرئيس حسني مبارك بالتعهد الذي قطعه خلال الحملة الانتخابية العام الماضي باستبدال قانون الطوارئ بقانون جديد لمكافحة الارهاب يكون متوافقا مع حقوق الإنسان". وكان مجلس الشعب المصري مدد العمل بقانون الطوارئ لعامين آخرين وذلك بعد أن تقدم رئيس الحكومة المصرية أحمد نظيف بطلب في هذا الصدد خلال الجلسة التي عقدها المجلس يوم الاحد . - لقي 113 راكباً مصرعهم في تحطم طائرة ركاب أرمينية من طراز "أيرباص A320" بالقرب من منتجع "سوشي" الروسي في البحر الأسود، وفق ما نقلت السلطات الروسية. وعثرت فرق الإنقاذ، التي تعمل تحت ظروف جوية سيئة وهطول متواصل، على أجزاء من حطام الطائرة وأمتعة متناثرة على بُعد قرابة أربعة أميال من الساحل، وفق ما أفادت وزارة خدمات الطوارئ الروسية . - فيما يبدو أنه تعزيز لدعوة الرئيس الإيراني، محمود أحمدي نجاد، السابقة بإزالة إسرائيل عن الوجود، هددت إيران الثلاثاء بضرب إسرائيل في حال تعرضها لهجوم أمريكي. وقال قائد الحرس الثوري الإيراني، محمد إبراهيم دهغاني، في تصريح نقلته وكالة أنباء الطلاب الإيرانية "لقد أعلنا أنه في حال قامت أمريكي بأي تصرف طائش، فإن أول مكان سنستهدفه سيكون إسرائيل." وكان قائد الجيش الإسرائيلي، اللواء دان هالوتز، قد قال في مقابلة صحفية إن العالم لديه القدرة العسكرية لمنع إيران من تطوير أسلحة نووية. - استكمالاً لمسلسل الخطف والقتل والعنف الطائفي، أعلنت الشرطة العراقية الأربعاء عثورها على 14 جثة في بغداد لأشخاص لم تتضح هوياتهم. وعلى صعيد العمليات المسلحة في العراق، فجر انتحاري نفسه الأربعاء في دائرة الشرطة في الفلوجة، بمحافظة الأنبار، ما أدى إلى مصرع خمسة أشخاص . |     |       |      |      |
| 3 مايو 2006 (الأربعاء) | عدل | تاريخ | راقب | تصفح |

| 3 مايو 2006 (الأربعاء) | عدل | تاريخ | راقب | تصفح |

| \| 4 مايو 2006 (الخميس) \| عدل \| تاريخ \| راقب \| تصفح \| |     |       |      |      |
| - - قتل عشرة عراقيين وأصيب 48 آخرون بتفجير انتحاري أمام إحدى المحاكم قرب ساحة بيروت شرقي العاصمة بغداد (الجزيرة نت) - روبرت زوليك نائب وزيرة الخارجية الأمريكية يسعى للحصول على تنازلات من الخرطوم لإقناع متمردي دارفور بتوقيع مشروع السلام الأفريقي (الجزيرة نت) - - متعهدا بترسم حدود إسرائيل النهائية، أهود أولمرت أمام الكنيست:"حكومة فلسطينية تقودها [حماس] لن تكون شريكا في العملية السلمية". (بي بي سي) - المغرب يعيّن خمسين امرأة في منصب الامامة لأول مرة في التاريخ (بي بي سي) - - ضابطان من الشرطة امام القضاء التركي بتهمة الاعتداء على متجر يملكه كردي من انصار حزب العمال الكردستاني. (بي بي سي) - - الناخبون البريطانيون يصوتون على 4360 مقعدا في الانتخابات البلدية، بما في ذلك 144 مقعدا في إنجلترا. (بي بي سي) - - قرر الاتحاد الأوروبي تعليق مفاوضات انضمام دولة الصرب إليه بسبب فشل صربيا في القاء القبض على راتكو مالاديتش المتهم بارتكاب جرائم حرب. (بي بي سي) |     |       |      |      |
| 4 مايو 2006 (الخميس) | عدل | تاريخ | راقب | تصفح |

| 4 مايو 2006 (الخميس) | عدل | تاريخ | راقب | تصفح |

| \| 5 مايو 2006 (الجمعة) \| عدل \| تاريخ \| راقب \| تصفح \| |     |       |      |      |
| - الحكومة السودانية توقع اتفاق سلام في أبوجا بنيجيريا مع جيش تحرير السودان الناشط في دارفور. (الجزيرة نت) - ضمن مرافعته الأخيرة، زكريا موسوي: "لعن الله أمريكا، حفظ الله أسامة بن لادن. لن تقبضوا عليه أبدا". (بي بي سي) - أعرب البابا بيندكت بابا الفاتيكان عن عدم رضاه واستيائه الشديد بسبب تعيين الصين للاسقفين بدون موافقة الفاتيكان. (بي بي سي) - حسن نصر الله، الأمين العام لحزب الله يهاجم الحكومة اللبنانية وما أسماها قوى الرابع عشر من شباط، مشيرا إلى أن الهدف من مسألة السواتر الترابية هو نزع سلاح المقاومة. (الجزيرة نت) - حركة العدل والمساواة، حركة تمرد في دارفور، لن توقع على اتفاق السلام المقترح من قبل الاتحاد الأفريقي. (الجزيرة نت) - جورج بوش أمام اللجنة اليهودية الأميركية: "على حماس قبول مطالب المجموعة الدولية وإلقاء سلاحها ونبذ الإرهاب والكف عن عرقلة طريق السلام" (الجزيرة نت) - العثور على الصندوقين الأسودين للطائرة الإيرباص التابعة لشركة أرمافيا الأرمنية والتي غرقت بالبحر الأسود قرب سوتشي جنوب روسيا. (الجزيرة نت) - هيومن رايتس ووتش واتحاد الحريات المدنية الأميركي تتهمان واشنطن بالسماح بتعذيب أجانب مشتبه فيهم بالإرهاب. (الجزيرة نت) |     |       |      |      |
| 5 مايو 2006 (الجمعة) | عدل | تاريخ | راقب | تصفح |

| 5 مايو 2006 (الجمعة) | عدل | تاريخ | راقب | تصفح |

| \| 6 مايو 2006 (السبت) \| عدل \| تاريخ \| راقب \| تصفح \| |     |       |      |      |
| - في خطوة مفاجئة، أعلن الرئيس الأمريكي جورج دبليو بوش اليوم الجمعة تنحي بورتر جوس، مدير وكالة المخابرات الأمريكية عن منصبه ولم يُقدم سبب لهذه الخطوة. وكان بوش قد عين روس مديرا لوكالة الاستخبارات المركزية الأمريكة في سبتمبر 2004 خلفا لجورج تينيت وكانت تكهنات قد ثارت بأن جوس لم يكن سعيدا بتقلص قدرته على الاتصال بالرئيس عقب تعيين جون نيجروبونتي مديرا للاستخبارات الوطنية للإشراف على جميع أجهزة الاستخبارات (بي بي سي) - قالت مصادر فلسطينية ان خمسة اشخاص قد قتلوا في غارة جوية إسرائيلية على قطاع غزة يوم الجمعة بينما اصيب خمسة اخرون وقالت المتحدثة باسم الجيش الإسرائيلي ان الغارة استهدفت معسكرا لتدريب النشطاء الفلسطينيين في مدينة غزة واوضح الجيش الإسرائيلي ان ناشطين كان يتدربون لشن هجمات على إسرائيل من الموقع الذي استهدفته الغارة (بي بي سي). - تقارير حول أحداث تجري على الحدود بين القوات المسلحة الإيرانية وأكراد العراق، وقالت وزارة الدفاع العراقية الأحد إن القوات الإيرانية هدمت مواقع تابعة لحزب العمال الكردستاني قرب منطقة حاج عمران الحدودية شمال محافظة أربيل (سي إن إن) - أعلنت الحكومة التونسية أنها تدرس إنشاء مفاعل نووي لإنتاج الطاقة الكهربائية لمواجهة الغلاء الهائل في أسعار الطاقة وجاءت تصريحات الوزير في أعقاب مناقشة مشروع قانون يتعلق بالموافقة على تعديل فقرة من النظام الأساسي للوكالة الدولية للطاقة الذرية، والذي صادق عليه البرلمان التونسي الوكالة (سي إن إن) - قال نائب وزير النفط الإيراني هادي نجاد حسينيان، في تصريح صحافي إن بلاده، التي تعتبر ثاني أكبر دولة منتجة للنفط في العالم، تتوقع أن يرتفع سعر النفط عالميا إلى نحو 100 دولار أمريكي للبرميل بحلول شتاء عام 2006، مبينا أن الطلب العالمي حاليا على النفط أكثر من الكمية المنتجة، وأن هناك أسباب جغرافية وسياسية تعمل على زيادة سعر النفط. (سي إن إن) - مقتل عدد من الجنود البريطانيين مصرعهم في تحطم مروحيتهم وسقوطها على أحد أحياء مدينة البصرة جنوبي العراق والأنباء تتضارب حول عدد القتلى وملابسات تحطم المروحية. (الجزيرة نت) (سي إن إن) - استشهد فلسطيني شمال غزة وأصيب ثلاثة آخرون بقذيفة دبابة إسرائيلية بعد يوم من غارة على موقع ألوية لألوية الناصر صلاح الدين أوقعت خمسة شهداء وجرحى عدة (الجزيرة نت) - أعلنت الحكومة السودانية التزامها بتطبيق اتفاق السلام الذي أبرمته مع كبرى حركات التمرد في إقليم دارفور. (الجزيرة نت) - خلاف بين أعضاء مجلس الأمن بشأن مشروع القرار الذي تقدمت به فرنسا وبريطانيا وتدعمه الولايات المتحدة حول برنامج إيران النووي. (الجزيرة نت) - مقتل عشرة جنود أميركيين وطالبان تتبنى إسقاط مروحيتهم (الجزيرة نت) (سي إن إن) - في بيان للقيادة المشتركة لقوات التحالف في العراق صدر السبت، مقتل جندي أمريكي في هجوم تعرض له الجمعة، أثناء مرور دوريته على أحد الطرق الفرعية بالعراق. (سي إن إن) |     |       |      |      |
| 6 مايو 2006 (السبت) | عدل | تاريخ | راقب | تصفح |

| 6 مايو 2006 (السبت) | عدل | تاريخ | راقب | تصفح |

| \| 7 مايو 2006 (الأحد) \| عدل \| تاريخ \| راقب \| تصفح \| |     |       |      |      |
| - قالت مصادر في الشرطة العراقية اليوم إن سيارة مفخخة انفجرت في وسط مدينة كربلاء بالقرب من محطة الحافلات الرئيسية، مما أسفر عن مقتل نحو 43 شخصا وإصابة أكثر من 50 آخرين في التفجير الذي وقع قرب محطة حافلات رئيسية . - انتهى الاجتماع غير الرسمي الذي عقده مجلس الأمن لمناقشة مشروع قرار بشأن البرنامج النووي الإيراني دون الوصول إلى اتفاق. ومن المنتظر ان يلتقي وزراء خارجية الدول دائمة العضوية في مجلس الامن، وهي الولايات المتحدة وروسيا والصين وبريطانيا وفرنسا، في نيويورك الاثنين بهدف التباحث مجددا حول ذات الملف - أكدت تقارير الجمعة أن رئيس الوزراء البريطاني توني بلير، استبدل وزير الخارجية، جاك سترو، ووزير الداخلية، تشارلز كلارك، وذلك في إطار تغييرات متوقعة في أعقاب الهزيمة القاسية التي تعرض لها حزب "العمال" الخميس في الانتخابات المحلية. وقال مكتب رئيس الوزراء البريطاني إن سترو سيتولى رئاسة مجلس العموم، وستحل محله في الخارجية مارجريت بيكيت، التي كانت ترأس وزارة البيئة - حذر فريق من العلماء من استمرار الارتفاع في درجة حرارة الأرض إلى معدلات غير مسبوقة، نتيجة لظاهرة الاحتباس الحراري، فيما حسم تقرير علمي جديد التضارب الذي كان قائماً حول معدلات ارتفاع حرارة الأرض. جاءت هذه التحذيرات في أول تقرير لبرنامج تغير المناخ بالولايات المتحدة، ضمن 21 تقريراً ينوي البرنامج القيام بإعدادها لتقييم تطور الوضع بالنسبة لهذه الظاهرة . - عادت إلى السطح مجدداً القضية التي أخذت كثيراً من الجدل حول اسم الخليج الذي يفصل بين شبه الجزيرة العربية وإيران، حيث يصر سكان الجزيرة على إطلاق اسم "الخليج العربي" عليه، بينما يطلق عليه الإيرانيون اسم "الخليج الفارسي. وقد أثيرت هذه القضية مرة أخرى الأربعاء، حيث تجادل بشأنها الرئيس الإيراني محمود أحمدي نجاد، وأمير قطر الشيخ حمد بن خليفة ال ثاني، الذي كان في زيارة رسمية لطهران . |     |       |      |      |
| 7 مايو 2006 (الأحد) | عدل | تاريخ | راقب | تصفح |

| 7 مايو 2006 (الأحد) | عدل | تاريخ | راقب | تصفح |

| \| 8 مايو 2006 (الإثنين) \| عدل \| تاريخ \| راقب \| تصفح \| |     |       |      |      |
| - اعلن البيت الأبيض انه تلقى رسالة مفاجئة من الرئيس الإيراني محمود أحمدي نجاد توجه بها إلى الرئيس الأمريكي جورج دبليو بوش الا ان واشنطن اشارت إلى ان ذلك لن يحل الازمة النووية التي تشكل مصدرا للنزاع بين إيران والمجتمع الدولي وقالت وزيرة الخارجية الأمريكية كوندوليزا رايس لوكالة الاسوشيتد برس ان "هذه الرسالة لن تحل المشكلة"، مضيفة ان "الرسالة لا تقدم اي مقدمة لاي نقاش بشان البرنامج النووي الإيراني" (بي بي سي) - أصيب تسعة فلسطينيين على الأقل بجراح في معركة بالاسلحة النارية اندلعت في مدينة غزة صبيحة الثلاثاء بين مسلحين من حركتي حماس وفتح وكان بين الجرحى عدد من أطفال المدارس ويأتي التصعيد الأخير بعد يوم واحد فقط من معركة أخرى خاضها الطرفان في بلدة خان يونس جنوبي قطاع غزة اودت بحياة ثلاثة اشخاص (بي بي سي) - لقي صحافيان عراقيان يعملان في قناة تلفزيونية خاصة مصرعهما، ظهر الاثنين، بعد اختطافهما الأحد على أيدي عناصر يرتدون زيّ الشرطة العراقية وعلى صعيد آخر، قالت مصادر مقربة من رئيس الوزراء العراقي المكلف، نوري المالكي، إنه سيعلن الثلاثاء عن تعيينات جوهرية في مناصب وزارية في حكومة الوحدة الوطنية الجديدة -([http://arabic.cnn.com/2006/middle_east/5/8/iraq.jurnalists/index.html سي إن إن]) - أعلن ستيفن هادلي مستشار الأمن القومي الأمريكي أن الرئيس جورج دبليو بوش اختار الجنرال مايكل هايدن لتولى قيادة وكالة المخابرات المركزية الأمريكية (CIA) خلفا لبورتر جوس الذي قدم استقالته الجمعة ويتولى هايدن في الوقت الراهن منصب النائب الرئيسي لمدير المخابرات القومية، جون نغروبونتي -([http://arabic.cnn.com/2006/world/5/8/us.cia/index.html سي إن إن]) - غلبت الدموع مشجعي ريال مدريد وهم يودّعون نجمهم الفرنسي زين الدين زيدان، بمناسبة آخر مباراة يؤديها مع الفريق على ملعب سانتياغو بيرنابيو والتي سجّل فيها هدفا من ضمن الأهداف الستة التي تقاسمها فريقه مع ضيفه فياريال، ضمن مباريات الأسبوع قبل الأخير من الدوري الإسباني لكرة القدم -([http://arabic.cnn.com/2006/sport/5/8/madrid.zidane/index.html سي إن إن]) |     |       |      |      |
| 8 مايو 2006 (الإثنين) | عدل | تاريخ | راقب | تصفح |

| 8 مايو 2006 (الإثنين) | عدل | تاريخ | راقب | تصفح |

| \| 9 مايو 2006 (الثلاثاء) \| عدل \| تاريخ \| راقب \| تصفح \| |     |       |      |      |
| - قالت حركتا حماس وفتح انهما اتفقتا على وضع حد للخلافات بينهما واعلن رئيس الوزراء الفلسطيني وقيادي حماس إسماعيل هنية ان الطرفين سيحاولان حل القضايا العالقة بينهما عن طريق الحوار وكان مسلحون من الحركتين قد دخلوا في ثلاثة اشتباكات خلال الايام يومين الماضيين، مما ادى إلى مقتل ثلاثة منهم وجرح آخرين، بما في ذلك خمسة اطفال (بي بي سي) - قتل 11 شخصا بالقرب من بعقوبة عندما اطلق مسلحون كانوا مارين في سيارة النار على حافلة ركاب ووقع الهجوم في الساعة التاسعة صباحا بتوقيت بغداد وتبين بعد حين ان الحافلة كانت تقل موظفين وعمال في مصنع للالكترونيات تملكه الدولة العراقية (بي بي سي) - انتهز الرئيس الجزائري عبد العزيز بوتفليقة إحياء بلاده لذكرى مجازر سطيف التي ارتكبتها قوات الاحتلال الفرنسي في الثامن من مايو 1945، ليشنّ هجوما لاذعا جديدا على فرنسا وبعد أسابيع من حديثه عن "إبادة على أساس الهوية"، كرّر بوتفليقة حديثه عن "عنف الإبادة" في خطاب تلاه عنه وزير المجاهدين محمد شريف عباس في قالمة على بعد نحو 500 كلم شرق الجزائر العاصمة، وفق ما نقلت أسوشيتد برس -([http://arabic.cnn.com/2006/middle_east/5/9/algeria.france/index.html سي إن إن]) - تدخلت القوات الأمريكية لوضع حد لعمليات النهب والتهريب الواسعة للنفط من "بيجي" وحقول النفط الشمالية التي حرمت العراق من عائدات قدرت قيمتها 4 مليار دولار العام الماضي ساهمت في تمويل العناصر المسلحة في المقاومة العراقية -([http://arabic.cnn.com/2006/business/5/10/smugglingoil.beiji/index.html سي إن إن]) - أكدت الحكومة الأمريكية أنها منعت استخدام التعذيب أثناء استجواب العناصر المشتبهة بالإرهاب والمعتقلين الآخرين، وذلك خلال الاجتماع الدوري مع لجنة الأمم المتحدة ضد التعذيب الاثنين وتشكل المعتقلات الأمريكية في أفغانستان والعراق في سجن أبو غريب وغوانتانامو بخليج كوبا محور لقاءات دورية بين الولايات المتحدة و"لجنة الأمم المتحدة ضد التعذيب" للنظر في مدى التزام واشنطن بالميثاق الدولي ضد التعذيب -([http://arabic.cnn.com/2006/world/5/9/usbars.toture/index.html سي إن إن]) |     |       |      |      |
| 9 مايو 2006 (الثلاثاء) | عدل | تاريخ | راقب | تصفح |

| 9 مايو 2006 (الثلاثاء) | عدل | تاريخ | راقب | تصفح |

| \| 10 مايو 2006 (الأربعاء) \| عدل \| تاريخ \| راقب \| تصفح \| |     |       |      |      |
| - قالت حركتا حماس وفتح انهما اتفقتا على وضع حد للخلافات بينهما واعلن رئيس الوزراء الفلسطيني وقيادي حماس إسماعيل هنية ان الطرفين سيحاولان حل القضايا العالقة بينهما عن طريق الحوار وكان مسلحون من الحركتين قد دخلوا في ثلاثة اشتباكات خلال الايام يومين الماضيين، مما ادى إلى مقتل ثلاثة منهم وجرح آخرين، بما في ذلك خمسة اطفال (بي بي سي) - قتل 11 شخصا بالقرب من بعقوبة في محافظة ديالى عندما اطلق مسلحون كانوا مارين في سيارة النار على حافلة ركاب ووقع الهجوم في الساعة التاسعة صباحا بتوقيت بغداد وتبين بعد حين ان الحافلة كانت تقل موظفين وعمال في مصنع للالكترونيات تملكه الدولة العراقية (بي بي سي) - انتهز الرئيس الجزائري عبد العزيز بوتفليقة إحياء بلاده لذكرى مجازر سطيف التي ارتكبتها قوات الاحتلال الفرنسي في الثامن من مايو 1945، ليشنّ هجوما لاذعا جديدا على فرنسا وبعد أسابيع من حديثه عن "إبادة على أساس الهوية"، كرّر بوتفليقة حديثه عن "عنف الإبادة" في خطاب تلاه عنه وزير المجاهدين محمد شريف عباس في قالمة على بعد نحو 500 كلم شرق الجزائر العاصمة، وفق ما نقلت أسوشيتد برس -([http://arabic.cnn.com/2006/middle_east/5/9/algeria.france/index.html سي إن إن]) - تدخلت القوات الأمريكية لوضع حد لعمليات النهب والتهريب الواسعة للنفط من "بيجي" وحقول النفط الشمالية التي حرمت العراق من عائدات قدرت قيمتها 4 مليار دولار العام الماضي ساهمت في تمويل العناصر المسلحة في المقاومة العراقية -([http://arabic.cnn.com/2006/business/5/10/smugglingoil.beiji/index.html سي إن إن]) - أكدت الحكومة الأمريكية أنها منعت استخدام التعذيب أثناء استجواب العناصر المشتبهة بالإرهاب والمعتقلين الآخرين، وذلك خلال الاجتماع الدوري مع لجنة الأمم المتحدة ضد التعذيب الاثنين وتشكل المعتقلات الأمريكية في أفغانستان والعراق في سجن أبو غريب وغوانتانامو بخليج كوبا محور لقاءات دورية بين الولايات المتحدة و"لجنة الأمم المتحدة ضد التعذيب" للنظر في مدى التزام واشنطن بالميثاق الدولي ضد التعذيب -([http://arabic.cnn.com/2006/world/5/9/usbars.toture/index.html سي إن إن]) |     |       |      |      |
| 10 مايو 2006 (الأربعاء) | عدل | تاريخ | راقب | تصفح |

| 10 مايو 2006 (الأربعاء) | عدل | تاريخ | راقب | تصفح |

| \| 11 مايو 2006 (الخميس) \| عدل \| تاريخ \| راقب \| تصفح \| |     |       |      |      |
| - وصف الرئيس الإيراني محمود أحمدي نجاد التهديدات بشن حرب على بلاده بأنها "مزحة"، وقال ان الدولة التي تشن مثل تلك الحرب ستتضرر أكثر من إيران وقال نجاد الذي يقوم بزيارة إلى إندونيسيا ان التهديدات بشن الحرب دعاية وحرب نفسية ضد الشعب الإيراني (بي بي سي) - رفضت الولايات المتحدة مطالب الحكومة البريطانية باغلاق معتقل جوانتانامو الأمريكي وقال مسؤولون أمريكيون إنه يوجد بالمعتقل أناس خطرون قد يشكلون خطرا من جديد في حالة إطلاق سراحهم وكان المدعي العام البريطاني قد ألقى خطابا في العاصمة البريطانية لندن قال فيه إن استمرار وجود المعتقل أمر "غير مقبول"، ويتعارض مع تقاليد الولايات المتحدة فيما يتعلق بالحرية والعدالة (بي بي سي) - أعلنت الشرطة العراقية أن خمسة من عمّال بلدية العاصمة بغداد قتلوا في انفجار عبوة، الخميس وتتزامن هذه الهجمات الدامية مع إعلان الرئيس العراقي جلال طالباني الأربعاء، إن شهر أبريل حصد أكثر من ألف قتيل في العراق -([http://arabic.cnn.com/2006/middle_east/5/11/iraq.killing/ سي إن إن]) - قصفت إسرائيل الأربعاء، معسكرا للتدريب في جنوب غزة، وفق ما قالته مصادر الأمن الفلسطينية وأعلنت أنها ستمهل الفلسطينيين حتى نهاية العام الحالي لإثبات استعدادهم للتفاوض حول اتفاق سلام نهائي معها، موضحة أنها ستقوم برسم حدودها النهائية من طرف واحد بحلول العام 2008 في حال عدم قيامهم بذلك -([http://arabic.cnn.com/2006/middle_east/5/11/gaza.israel/index.html سي إن إن]) - نجحت اتصالات المسؤولين التونسيين في تأمين مباراة إعدادية قبل أسبوع من أولى مبارياتهم في بطولة كأس العالم لكرة القدم 2006، ويومين فقط من انطلاق الحدث وأعلن الاتحاد التونسي أنّ الاتصالات أسفرت عن موافقة المنتخب العراقي على إجراء مباراة في السابع من يونيو على ملعب شوانفورت قبل اسبوع من مباراة منتخب تونس لكرة القدم ومنتخب السعودية لكرة القدم في قصّ شريط مشاركتهما في النهائيات-([http://arabic.cnn.com/2006/sport/5/9/tunisia.iraq/index.html سي إن إن]) |     |       |      |      |
| 11 مايو 2006 (الخميس) | عدل | تاريخ | راقب | تصفح |

| 11 مايو 2006 (الخميس) | عدل | تاريخ | راقب | تصفح |

| \| 12 مايو 2006 (الجمعة) \| عدل \| تاريخ \| راقب \| تصفح \| |     |       |      |      |
| - وجهت محكمة إسرائيلية اليوم الجمعة اتهامات إلى أربعة فلسطينيين بقتل وزير إسرائيلي قبل خمسة أعوام. وكانت الجيش الإسرائيلي قد اعتقل الفلسطينين الأربعة خلال غارة شنها على سجن تابع للسلطة الوطنية الفلسطينية في مدينة أريحا بالضفة الغربية في مارس الماضي. وتقول إسرائيل إن الفلسطينيين الأربعة مسؤولين عن اغتيال وزير السياحة الإسرائيلي المتشدد، رحبعام زئيفي، الذي كان يدعو إلى طرد الفلسطينيين من الأراضي المحتلة (بي بي سي) - أعلن حزب الفضيلة الإسلامي، أحد أركان الائتلاف العراقي الموحد الشيعي، انسحابه من مفاوضات تشكيل الحكومة العراقية الجديدة وأرجع مسؤولو الحزب، الذي أعلن أنه يشكل الآن تكتلا معارضا في البرلمان العراقي، قرار الانسحاب إلى عدة أسباب من بينها تدخل السفير الأمريكي في بغداد، زلماي خليل زاد في الشؤون السياسية العراقية وكان رئيس الوزراء العراقي المكلف نوري المالكي قد قال يوم الثلاثاء ان الانتهاء من تشكيل حكومته الجديدة أصبح وشيكا لينهي بذلك خمسة أشهر من الجمود عقب الانتخابات التشريعية (بي بي سي) - هزّ انفجار أنبوب نفط في منطقة تعرف بجزيرة الثعبان في ضواحي مدينة لاغوس النيجيرية، الجمعة، وفق ما أعلن الصليب الأحمر النيجيري. وقدّر مسؤول في الشرطة النيجيرية عدد القتلى بما بين 150 إلى 200 شخص. وقال إنّ مخرّبين يقفون وراء الانفجار وأنّ جميعهم لقوا مصرعهم-([http://arabic.cnn.com/2006/world/5/12/nigeria.pipe/index.html سي إن إن]) - حث الأمين العام للأمم المتحدة، كوفي عنان، الجمعة الولايات المتحدة وإيران على الحد من "التصريحات" المتبادلة، والعمل على بدء مباحثات تنهي الأزمة الناشبة حول البرنامج النووي الإيراني. وطالب عنان الولايات المتحدة بالانضمام إلى الاتحاد الأوروبي لدى استئناف المحادثات مع إيران، مشددا على "كل الأطراف المعنية يجب أن تكون حاضرة على مائدة المفاوضات -([http://arabic.cnn.com/2006/world/5/12/iran.usa/index.html سي إن إن]) - حقق فريق إنتر ميلان فوزاً غالياً في مباراة الإياب في نهائي كأس إيطاليا لكرة القدم، على ضيفه فريق AS روما بثلاثة أهداف مقابل هدف واحد، محرزاً كأس البطولة للعام الثاني على التوالي، وللمرة الخامسة في تاريخه -([http://arabic.cnn.com/2006/sport/5/12/milan.cup/index.html سي إن إن]) |     |       |      |      |
| 12 مايو 2006 (الجمعة) | عدل | تاريخ | راقب | تصفح |

| 12 مايو 2006 (الجمعة) | عدل | تاريخ | راقب | تصفح |

| \| 14 مايو 2006 (الأحد) \| عدل \| تاريخ \| راقب \| تصفح \| |     |       |      |      |
| - جاء رد الفعل الإيراني حذرا على خطط الاتحاد الأوروبي لتقديم حوافز لإيران لإقناعها بوقف برنامجها النووي فبينما وصفت الوكالة الدولية للطاقة الذرية الخطة بالإيجابية، حذرت إيران من أنها لن تعمل مع الأوروبيين إلا إذا قبلوا حقها في تطوير تكنولوجيا نووية فقد قال محمد البرادعي "آمل أن تمكن تلك الخطة إيران من العودة إلى مائدة المفاوضات. كما آمل أن تعي إيران أيضا أن عليها أن تتخذ الكثير من إجراءات بناء الثقة" (بي بي سي) - من المقرر أن يصل الرئيس الفنزويلي هوجو شافيز إلى بريطانيا في زيارة خاصة ومن المقرر أن يجتمع شافيز، صاحب التوجهات اليسارية المعروفة، بعمدة لندن كين ليفينجستون فضلا عن بعض نواب حزب العمال وزعماء النقابات خلال زيارته التي تستمر يومين ولكن شافيز لن يلتقي برئيس الوزراء البريطاني توني بلير، والذي وصفه بأنه "بيدق في يد أمريكا الإمبريالية" (بي بي سي) - في الوقت الذي شهدت فيه شعبية الرئيس الأمريكي جورج دبليو بوش تدهوراً حاداً، وفيما يحاول بوش "تجديد دماء" إدارته، تتعرض الإدارة منذ بعض الوقت من إلى العديد من المضايقات، لعل آخرها الدعوى القضائية المرفوعة أمام المحكمة الفيدرالية والتي تطالب بوش ووكالة الأمن القومي وشركة "فيريزون" بوقف برنامج سري تقوم الحكومة الأمريكية بموجبه بجمع معلومات تتم عبر خطوط هواتف "فيريزون"-([http://arabic.cnn.com/2006/world/5/14/secrect.program_usa/index.html سي إن إن]) - أسفرت سلسلة من العبوات الناسفة والمتفجرات في وقت متأخر من السبت عن تدمير مرقد شيعي مقدس آخر شرقي مدينة بعقوبة، وهو ثاني مرقد مقدس لدى الشيعة يتم تفجيره هذا العام، والذي يؤذن بتصاعد حدة التوتر الطائفي في العراق بصورة أكبر. وفي بغداد، قتل مسلحون ابن أحد كبار قضاء العراق، في الوقت الذي يبذل رئيس الوزراء العراقي المكلف، نوري المالكي، جهوده من أجل تشكيل حكومة وحدة وطنية، قد تساعد على تخفيف حدة التوتر وتمهيد الطريق أمام استقرار البلاد-([http://arabic.cnn.com/2006/middle_east/5/14/iraq.sectarin_tension/index.html سي إن إن]) - نجح لاعبو فريق ليفربول الإنجليزي في إحراز كأس إنجلترا للمرة السابعة في تاريخ ناديهم، بعد أن حققوا فوزاً صعباً على منافسهم العنيد، فريق وست هام بستة أهداف مقابل أربعة، بعد الاحتكام إلى ركلات الترجيح، نظراً لانتهاء الوقت الأصلي والإضافي للمباراة بالتعادل بثلاثة أهداف لكل منهما-([http://arabic.cnn.com/2006/sport/5/14/liverpool.cup/index.html سي إن إن]) |     |       |      |      |
| 14 مايو 2006 (الأحد) | عدل | تاريخ | راقب | تصفح |

| 14 مايو 2006 (الأحد) | عدل | تاريخ | راقب | تصفح |

| \| 15 مايو 2006 (الإثنين) \| عدل \| تاريخ \| راقب \| تصفح \| |     |       |      |      |
| - استؤنفت صباح اليوم محاكمة صدام حسين في بغداد بعد تأجيلها لأكثر من ثلاثة أسابيع. ومن المنتظر ان تشهد جلسة اليوم قيام هيئة الدفاع عن صدام حسين بتقديم شهودها للمرة الأولى. وقال وزير العدل القطري السابق نجيب النعيمي وهو أحد محامي الدفاع إن الشهود سيكونون من أبناء بلدة الدجيل وهم من كبار السن الذين عايشوا احداث محاولة اغتيال صدام حسين (بي بي سي) - يجري الرئيس الفلسطيي محمود عباس محادثات اليوم في روسيا مع الرئيس الروسي فلاديمير بوتين في منتجع سوشي على البحر الاسود تركز على ايجاد وسائل تحول دون وقوع كارثة إنسانية في الاراضي الفلسطينية نتيجة للأزمة المالية التي تواجهها السلطة (بي بي سي) - شنت عصابة إجرامية سلسلة من الهجمات على مراكز للشرطة في ولاية ساو باولو، وذلك بالتزامن مع انتفاضة شملت 64 سجنا في الولاية خلال عطلة نهاية الأسبوع، مما أسفر عن مصرع 52 شخصا. وقالت السلطات البرازيلية إن موجة العنف اندلعت مساء الجمعة واستمرت حتى مساء الأحد. وأشارت تقارير إلى وقوع مائة هجوم منفصل خارج السجون، استخدم المسلحون فيها أسلحة رشاشة وقنابل يدوية، وتواصلت الهجمات حتى فجر الاثنين-([http://arabic.cnn.com/2006/world/5/15/brazil.attacks/index.html سي إن إن]) - مقتل جنديين أمريكيين بإسقاط مروحية جنوب بغداد ولقي ما لا يقل عن 27 عراقياً مصرعهم وجرح آخرون في عدة هجمات الأحد في مختلف أنحاء العاصمة العراقية، بينها هجوم انتحاري قرب مدخل قاعدة أمريكية غربي بغداد، أسفر عن مصرع 14 عراقياً وإصابة ستة أشخاص بجروح. وفي الأثناء تم تدمير ستة مراقد للشيعة خارج العاصمة العراقية، في موجة جديدة من الهجمات الطائفية-([http://arabic.cnn.com/2006/middle_east/5/14/iraq.sectarin_tension/index.html سي إن إن]) - يستعد النجم البرازيلي الشهير رونالدو ليخرس ألسنة منتقديه في كأس العالم لكرة القدم 2006 التي تستضيفها ألمانيا خلال الشهرين المقبلين. ويشارك رونالدو في البطولة وهو في أسوأ فترات تاريخه الكروي، حيث يواجه استهجان المشجعين وصيحات النقاد، وحتى إنه لم يسلم من مهاجمة أسطورة كرة القدم بيليه-([http://arabic.cnn.com/2006/sport/5/11/ronaldo.critics/index.html سي إن إن]) |     |       |      |      |
| 15 مايو 2006 (الإثنين) | عدل | تاريخ | راقب | تصفح |

| 15 مايو 2006 (الإثنين) | عدل | تاريخ | راقب | تصفح |

| \| 16 مايو 2006 (الثلاثاء) \| عدل \| تاريخ \| راقب \| تصفح \| |     |       |      |      |
| - اتفقت الولايات المتحدة وليبيا على استئناف العلاقات الدبلوماسية الكاملة بينهما على مستوى السفارات اعتبارا من اليوم الاثنين ويأتي ذلك بعد أن قررت واشنطن شطب اسم ليبيا من قائمة الدول الراعية للإرهاب وأثنت رايس على ليبيا "لتعاونها الممتاز" في الحرب على الإرهاب (بي بي سي) - تستانف صباح اليوم محاكمة صدام حسين ومن المنتظر ان تقدم هيئة الدفاع عن صدام حسين العشرات من الشهود للدفاع عن الرئيس العراقي السابق ومعاونيه السبعة في قضية الدجيل (بي بي سي) - قال الجيش الأمريكي إن ما يزيد عن 40 مسلحاً، بينهم عنصر من القاعدة، لقوا مصرعهم في خمس حملات دهم نفذها في منطقة "مثلث الموت" جنوب بغداد، والتي أسقط خلالها المسلحون مروحية عسكرية في "اليوسفية" مما أدى لمقتل جنديين أمريكيين وزعم "مجلس شورى المجاهدين في العراق" - إئتلاف فصائل مسلحة يضم تنظيم القاعدة - مسؤوليته عن إسقاط مروحية "أباتشي" في بيان نشر على الإنترنت، نقلاً عن الأسوشيتد برس-([http://arabic.cnn.com/2006/middle_east/5/16/iraq.action/index.html سي إن إن]) - قال الاتحاد الأوروبي الاثنين إنه على استعداد لدعم برنامج نووي مدني في إيران ومد جسور التعاون السياسي والاقتصادي مع حكومة طهران مقابل قبولها بالإشراف الدولي ونظر وزراء خارجية التكتل الأوروبي، خلال اجتماعهم بمقر الاتحاد في بروكسل، في صفقة حوافز محسنة لحث إيران على وقف برنامج تخصيب اليورانيوم، الذي يُنظر إليه كخطوة أولى نحو إنتاج أسلحة نووية-([http://arabic.cnn.com/2006/world/5/16/eupackage.iran/index.html سي إن إن]) - توج يوفنتوس بطلا للدوري الإيطالي لكرة القدم للمرة التاسعة والعشرين في تاريخه، عندما تغّلب على مضيفه ريجينا بهدفين في المرحلة الثامنة والثلاثين الأخيرة-([http://arabic.cnn.com/2006/sport/5/15/italy.juve/index.html سي إن إن]) - أعلنت آيان حرصي علي استقالتها من البرلمان الهولندي ومغادرتها هولندا بعد الجدل بشأن انكشاف كذب ادعائها الهرب من الصومال لمحاولة إجبارها على الزواج في بلادها. (الجزيرة) |     |       |      |      |
| 16 مايو 2006 (الثلاثاء) | عدل | تاريخ | راقب | تصفح |

| 16 مايو 2006 (الثلاثاء) | عدل | تاريخ | راقب | تصفح |

| \| 17 مايو 2006 (الأربعاء) \| عدل \| تاريخ \| راقب \| تصفح \| |     |       |      |      |
| - أكد مصدر مسؤول في وزارة الخارجية الإماراتية في أبو ظبي في وقت متأخر من ليل الثلاثاء نبأ اختطاف دبلوماسي إماراتي في بغداد وقد حرص المصدر على اختيار عباراته بعناية فائقة حيث ذكر أن وزارة الخارجية الإماراتية قد فقدت الاتصال بأحد دبلوماسيي سفارة دولة الإمارات العربية المتحدة في بغداد، معربا عن اعتقاد السلطات الإماراتية بأنه ربما يكون قد اختطف (بي بي سي) - كشفت وزارة الدفاع الأمريكية (البنتاجون) عن شريط يصور اصطدام طائرة شركة أميريكان ايرلاينز الرحلة 77 بمبنى البنتاجون في 11 سبتمبر 2001 وقد اصطدمت الطائرة بمبنى وزارة الدفاع مما أسفر عن مقتل 184 شخصا، بعد أن اختطفها أعضاء في تنظيم القاعدة (بي بي سي) - رضخت البرلمانية الهولندية الصومالية الأصل، آيان حرصي علي، للعاصفة المطالبة بإقالتها وتجريدها من الجنسية، بالإعلان الثلاثاء عن نيتها الإستقالة ومغادرة البلاد إثر الأزمة المثارة حول تقديمها معلومات كاذبة لاكتساب حق اللجوء السياسي في هولندا وذاع صيت هيرسي علي في أعقاب مقتل المخرج الهولندي ثيو فان كوخ في نوفمبر عام 2004، الذي كان يخرج فيلم "الخضوع" الذي كتبه، والذي تناول بالانتقاد الحاد مكانة المرأة تحت التشدد الإسلامي-([http://arabic.cnn.com/2006/entertainment/5/17/hirsiali.quits/index.html سي إن إن]) - لقي عنصر من حركة المقاومة الإسلامية "حماس" مصرعه مساء الثلاثاء في شمال غربي مدينة غزة على أيدي مسلحين مجهولي الهوية، فيما قتلت إسرائيل فلسطينيين خلال اشتباك مسلح صباح الأربعاء في مدينة نابلس بالضفة الغربية وقالت مصادر أمنية فلسطينية إن مسلحين قتلوا العضو في حركة حماس، محمد التتر (26 عاماً)، فيما كان يسير مع مجموعة من الأشخاص في حي تل الهوا بشمال غربي مدينة غزة-([http://arabic.cnn.com/2006/middle_east/5/17/israel.palestinians/index.html سي إن إن]) - تجنب كارلوس ألبرتو باريرا، مدرب منتخب البرازيل لكرة القدم إحداث مفاجأة رئيسية الاثنين، عندما سمى تشكيلة المنتخب المدافع عن اللقب المؤلفة من 23 لاعبا لبطولة كأس العالم لكرة القدم 2006.وتضم التشكيلة رونالدو ورونالدينو وكاكا، دون غياب أي من الأسماء المعروفة، وهو ما كان متوقعا-([ http://arabic.cnn.com/2006/sport/5/16/brazil.aquad/index.html سي إن إن]) |     |       |      |      |
| 17 مايو 2006 (الأربعاء) | عدل | تاريخ | راقب | تصفح |

| 17 مايو 2006 (الأربعاء) | عدل | تاريخ | راقب | تصفح |

| \| 18 مايو 2006 (الخميس) \| عدل \| تاريخ \| راقب \| تصفح \| |     |       |      |      |
| - اصدر الرئيس الفلسطيني محمود عباس اوامره للشرطة الفلسطينية باستعادة النظام في قطاع غزة بعد ساعات من نشر قوات أمنية جديدة شكلتها الحكومة الفلسطينية بقيادة حماس حيث اعتبر الرئيس الفلسطيني قرار حماس تشكيل قوات شرطة جديدة غير قانوني (بي بي سي) - قتل 13 من رجال الشرطة الأفغانية على الاقل في اشتباكات واسعة مع مقاتلي طالبان في إقليم هلمند جنوب أفغانستان ولقي نحو 40 فردا من مقاتلي طالبان مصرعهم في الاشتباكات وقال نائب محافظ الإقليم امير محمد آخنزاده لوكالة رويترز للانباء ان المئات من مقاتلي طالبان هاجموا مدينة موسى قالا في وقت متأخر من ليل الاربعاء، وان القتال امتد إلى اربع ساعات (بي بي سي) - اعتقلت السلطات السورية الأربعاء، المحامي البارز أنور البني وهو ناشط مستقل يدافع عن الحرية السياسية في سوريا، بالإضافة إلى خمسة ناشطين آخرين، ليرتفع عدد الذين اعتقلوا في البلاد هذا الأسبوع إلى تسعة، في حملة وصفتها جماعة حقوقية بالأعنف منذ سنوات، ضد المطالبين بإحلال الديمقراطية وإصلاح العلاقات مع لبنان-([http://arabic.cnn.com/2006/middle_east/5/18/Syria.detainees/index.html سي إن إن]) - تبنى مجلس الأمن الأربعاء قرارا يحث دمشق على إقامة علاقات دبلوماسية وترسيم الحدود على لبنان ومرر المجلس القرار رقم 1680 بموافقة 13 عضوا، وامتناع روسيا والصين عن التصويت، واعتبرت سوريا أن قرار مجلس الأمن الدولي الصادر هو "إجراء غير مسبوق في العلاقات الدولية من حيث التدخل في صلب الشؤون السيادية والعلاقات الثنائية للدول الاعضاء-([http://arabic.cnn.com/2006/middle_east/5/17/un.syria/index.html سي إن إن]) - إعلان اللائحة النهائية لمنتخب تونس لكرة القدم ومنتخب السعودية لكرة القدم لنهائيات كأس العالم لكرة القدم 2006 حيث خلت لائحة منتخب السعودية لنهائيات كأس العالم لكرة القدم من أي مفاجأة، فيما شهدت لائحة تونس غياب أربعة من نجومها هم خالد بدرة وسليم بن عاشور وخوزي كلايتون وهيكل قمامدية-([http://arabic.cnn.com/2006/worldcup.2006/5/16/germany.tunsaud/index.html سي إن إن]) |     |       |      |      |
| 18 مايو 2006 (الخميس) | عدل | تاريخ | راقب | تصفح |

| 18 مايو 2006 (الخميس) | عدل | تاريخ | راقب | تصفح |

| \| 19 مايو 2006 (الجمعة) \| عدل \| تاريخ \| راقب \| تصفح \| |     |       |      |      |
| - في أول اضطراب جماعي اشتبك سجناء في معتقل جوانتانامو الأمريكي في كوبا مع الحرس الذين كانوا يحاولون منع أحد المعتقلين من شنق نفسه. (بي بي سي) - استدعت دولة الإمارات العربية المتحدة القائم باعمال سفارتها في العراق علي سيف الكعبي، بعد ثلاثة ايام على اختطاف دبلوماسي في السفارة باحدى ضواحي بغداد. (بي بي سي) - كلفت الأمم المتحدة وزير خارجية الجزائر السابق، الاخضر الابراهيمي بالتوجه إلى السودان، الاسبوع المقبل، لمناقشة تفاصيل نشر قوات دولية في دارفور بغربي السودان. (بي بي سي) - أمر الرئيس الفلسطيني محمود عباس بفتح تحقيق مع المتحدث باسم حركة حماس سامي أبو زهري الذي حاول ادخال مئات آلاف الدولارات إلى قطاع غزة. (بي بي سي) - مسؤولون صحيون إن ضحية سادسة توفيت نتيجة الإصابة بالسلالة H5N1 القاتلة لأنفلونزا الطيور في مصر. (بي بي سي) - شهدت العاصمة اللبنانية بيروت نشاطا هو الأول من حيث الحجم للمثليين والمثليات احياء لليوم العالمي لرهاب المثلية، وقام بتنظيم التجمع جمعية حلم حماية لبنانية للمثليين والمثليات. (بي بي سي) - وصلت مجموعة من 15 سعوديا كانوا معتقلين في معسكر جوانتانامو إلى بلادهم بعد الافراج عنهم. (بي بي سي) |     |       |      |      |
| 19 مايو 2006 (الجمعة) | عدل | تاريخ | راقب | تصفح |

| 19 مايو 2006 (الجمعة) | عدل | تاريخ | راقب | تصفح |

| \| 20 مايو 2006 (السبت) \| عدل \| تاريخ \| راقب \| تصفح \| |     |       |      |      |
| - أدت الحكومة العراقية الجديدة برئاسة نوري المالكي اليمين الدستورية عقب حصولها على ثفة البرلمان (الجزيرة) - أصيب رئيس جهاز المخابرات العامة الفلسطيني طارق أبو رجب أثناء انفجار استهدف مقر الجهاز في غزة (الجزيرة) - أعلن مصدر في الرئاسة الفلسطينية أن الرئيس محمود عباس طلب من المدعي العام فتح تحقيق على خلفية مصادرة الشرطة لأموال كانت بحوزة المتحدث باسم حركة المقاومة الإسلامية (حماس) سامي أبو زهري، وقالت الحركة إنها جزء من المساعدات للفلسطينيين. (الجزيرة) - أعلن المتحدث باسم حركة طالبان محمد حنيف، أن مقاتليه شنوا ثلاث هجمات صباح اليوم في ولاية أورزغان شمالي قندهار على قافلة أفغانية فقتلوا قرابة 100 جندي ودمروا 12 مركبة عسكرية. وأضاف أن خمسة من مقاتلي الحركة قضوا في العملية (الجزيرة) - أكد الاتحاد الأوروبي أنه مصمم على تقديم عرضه للإيرانيين وتقديم حوافز مقابل وقف تخصيب اليورانيوم، مقللا من أهمية رفض طهران المسبق لذلك العرض. (الجزيرة) - بثت قناة الجزيرة القطرية تسجيلا صوتيا قالت إنه لشخص ادعى أنه الملا دادالله، ونفى الأنباء التي ترددت حديثا حول القبض عليه (بي بي سي) - رئيس الأركان التركي الفريق حلمي أوزكوك يناشد مواطنيه حماية العلمانية، وامتدح المظاهرة التي نظمها آلاف الأتراك عقب اغتيال قاض مخضرم على يد أحد المسلحين الإسلاميين. (بي بي سي) |     |       |      |      |
| 20 مايو 2006 (السبت) | عدل | تاريخ | راقب | تصفح |

| 20 مايو 2006 (السبت) | عدل | تاريخ | راقب | تصفح |

| \| 21 مايو 2006 (الأحد) \| عدل \| تاريخ \| راقب \| تصفح \| |     |       |      |      |
| - من المنتظر ان تباشر الحكومة العراقية الجديدة اعمالها يوم الاحد، بعد ان حصلت على ثقة مجلس النواب العراقي السبت بالأغلبية. (بي بي سي) - عقد الرئيس الفلسطيني محمود عباس اجتماعا مع وزيرة الخارجية الإسرائيلية تزيبي ليفني في منتجع شرم الشيخ. (بي بي سي) - توجه الناخبون في جمهورية الجبل الاسود إلى صنادق الاقتراع، للادلاء باصواتهم في الاستفتاء على استقلال الجمهورية عن صربيا. (بي بي سي) - بدأ نحو نصف مليون ناخب من القبارصة اليونانيين الادلاء باصواتهم لاختيار برلمان جديد، في أول انتخابات منذ رفضهم لخطة الأمم المتحدة لتوحيد الجزيرة عام 2004. (بي بي سي) - تعهد الرئيس الأمريكي جورج بوش بتقديم الولايات المتحدة كل الدعم اللازم لحكومة العراقية الجديدة، حتى يتخذ العراق مكانه بين ديمقراطيات العالم وكحليف في الحرب على الإرهاب، كما رحبت بريطانيا بحذر قائلة إن اكتساب الديمقراطية ليس بالطريق السهل.-(سي إن إن) - شارك عشرات الآلاف من المسلمين في إندونيسيا، في مسيرة ضخمة بوسط العاصمة جاكرتا، بهدف دعم قانون مقترح، يدعو إلى حظر جميع الممارسات الإباحية في مختلف أنحاء إندونيسيا، وهو القانون الذي يواجه معارضة من بعض منتقديه، الذين يدعون بأنه يتعارض مع التقاليد العلمانية المتبعة في البلاد.-(سي إن إن) - حقق فيلم شفرة دا فينشي أعلى إيرادات يحققها فيلم سينمائي، في أول أيام عرضه في دور السينما، بالعديد من دول العالم، بلغت أكثر من 32 مليون دولار، رغم الاحتجاجات الواسعة التي قادتها الفاتيكان ضد الفيلم.-(سي إن إن) - أصدر أمير الكويت الشيخ صباح الأحمد الصباح الأحد مرسوما بحل مجلس الأمة (بي بي سي) - تعهد رئيس الوزراء العراقي نوري المالكي باستخدام "القوة القصوى" ضد منفذي الهجمات التي تستهدف العراقيين (بي بي سي) - اعتبر رئيس الوزراء الإسرائيلي ايهود اولمرت ان إيران يمكن ان تحصل على قنبلة نووية "في غضون أشهر وليس سنوات". (بي بي سي) - صراعا خفيّا على مخيمات الأردن بين الإخوان المسلمين المتحالفين مع حماس وحركة فتح التي تسعى لبسط نفوذها مجددا بعد خمسة عشر عاما من الانحسار أمام زحف الإسلاميين وفصائل المعارضة. (بي بي سي) - تضاهرة غنائية لليهود التوانسة في جزيرة جربة التونسية (بي بي سي) |     |       |      |      |
| 21 مايو 2006 (الأحد) | عدل | تاريخ | راقب | تصفح |

| 21 مايو 2006 (الأحد) | عدل | تاريخ | راقب | تصفح |

| \| 22 مايو 2006 (الإثنين) \| عدل \| تاريخ \| راقب \| تصفح \| |     |       |      |      |
| - رئيس الوزراء الإسرائيلي إيهود أولمرت يصل واشنطن في أول زيارة له بمنصبه الجديد (الجزيرة) - تحرك روسي ألماني بالخليج ورايس ضد ضمانات أمنية لإيران (الجزيرة) - قال رئيس الوزراء في الجبل الاسود ميلو دجوكانوفيتش، وهو زعيم التيار الاستقلالي في الجمهورية، إن بلاده صوتت لصالح الانفصال عن صربيا. (بي بي سي) |     |       |      |      |
| 22 مايو 2006 (الإثنين) | عدل | تاريخ | راقب | تصفح |

| 22 مايو 2006 (الإثنين) | عدل | تاريخ | راقب | تصفح |

| \| 23 مايو 2006 (الثلاثاء) \| عدل \| تاريخ \| راقب \| تصفح \| |     |       |      |      |
| - اعتقلت القوات الإسرائيلية إبراهيم حامد، قائد كتائب عز الدين القسام الجناح العسكري لحركة حماس في الضفة الغربية. (بي بي سي) - وصل إلى العاصمة السودانية مبعوث الأمم المتحدة الاخضر الابراهيمي لاجراء محادثات مع المسؤوليين السودانيين لضمان موافقة الحكومة السودانية على نشر قوات حفظ سلام بقيادة الأمم المتحدة في إقليم دارفور. (بي بي سي) - شن دان غيلرمان مندوب إسرائيل في الأمم المتحدة هجوما لاذعا على قطر وروسيا والصين الأعضاء في مجلس الأمن بسبب ما أسماه أدوارهم المخيبة لآمال الدولة اليهودية. وأشاد بجون بولتون، واصفا إياه بالعضو السري في بعثة إسرائيل بالأمم المتحدة. (الجزيرة) - قوات الاحتلال الإسرائيلية تحاصر عدة مبان قريبة من منزل الرئيس محمود عباس في مدينة البيرة شمال رام الله، وقد اقتحمت أحد المباني بعد أن فجرت مداخله بذريعة وجود مطلوبين فيه، وبدوره أتهم توم كيسي المتحدث باسم الخارجية الأميركية الحكومة الفلسطينية بتعريض أمن الفلسطينيين ومصالحهم للخطر، مشيرا إلى أنها برفضها "نبذ الإرهاب" تخاطر بزيادة عزلة الشعب الفلسطيني. (الجزيرة) - كشفت السلطات الأردنية عن ناشط مفترض في تنظيم القاعدة أعلنت عن اعتقاله يدعى زياد الكربوللي الذي قدّم اعترافات متلفزة حول إقدامه على قتل سائق شاحنة أردني ودبلوماسيين مغربيين وأربعة من رجال الأمن العراقيين في خريف 2005. (بي بي سي) - قتل أحد عشر شخصا واصيب تسعة آخرون على الأقل في انفجار وقع بجانب ساحة أحد مساجد الشيعة في العاصمة العراقية بغداد. (بي بي سي) - حث الرئيس الأمريكي جورج دبليو بوش رئيس الوزراء الإسرائيلي إيهود أولمرت على استئناف المحادثات المباشرة مع الفلسطينيين. (بي بي سي) - دعا رئيس الوزراء الفلسطيني إسماعيل هنية حركتا حماس وفتح إلى ضبط النفس مستبعدا أي توجه نحو اشتعال حرب أهلية. (بي بي سي) - الداخلية المصرية: هجمات دهب تمت بتدريب في غزة (بي بي سي) - اقترح الاتحاد الأفريقي أن يتم نشر قوات حفظ السلام التابعة للأمم المتحدة في دارفور في غضون شهرين لتعزيز اتفاقية السلام ووضع حد لتفاقم الأزمة الإنسانية. (بي بي سي) - أعربت سيساك عن قلقها أن كميات من المسدسات مصنوعة في بريطانيا لتسليح الشرطة العراقية قد سقطت في يد المجموعات المسلحة في البلاد (بي بي سي) |     |       |      |      |
| 23 مايو 2006 (الثلاثاء) | عدل | تاريخ | راقب | تصفح |

| 23 مايو 2006 (الثلاثاء) | عدل | تاريخ | راقب | تصفح |

| \| 24 مايو 2006 (الأربعاء) \| عدل \| تاريخ \| راقب \| تصفح \| |     |       |      |      |
| - حث الرئيس الأمريكي جورج دبليو بوش رئيس الوزراء الإسرائيلي إيهود أولمرت على استئناف المحادثات المباشرة مع الفلسطينيين وقال بوش إنه يعتقد أنه ما زال بالإمكان الوصول إلى تسوية مع السلطة الفلسطينية بقيادة الرئيس محمود عباس، لكنه أدان حركة حماس. (بي بي سي) - أعلنت السلطات المصرية للمرة الأولى عن وجود علاقة بين مسلحين فلسطينيين والهجمات الانتحارية التي أودت بحياة أكثر من عشرين شخصا في شبه جزيرة سيناء في منتجع دهب السياحي الشهر الماضي وقال بيان لوزارة الداخلية المصرية إن رجالا من جماعة التوحيد والجهاد التي وُجهت إليها أصابع الاتهام في هجمات سيناء تلقوْا التدريب في قطاع غزة. (بي بي سي) - برأ زعيم تنظيم القاعدة أسامة بن لادن في تسجيل صوتي مزعوم، بث على الإنترنت، زكريا الموسوي - الذي حُكم عليه من قبل محكمة أمريكية بالسجن مدى الحياة بتهمة التواطؤ في أحداث سبتمبر 2001- من المشاركة بهذه الهجمات وقال بن لادن في التسجيل "إنني متأكد مما أقوله، لأنني كنت مسؤولا عن تكليف الأخوة التسعة عشر رحمهم الله.. بالغزوة ولم أكلف الأخ زكريا بأن يكون معهم في تلك المهمة."-(سي إن إن) - تستأنف الأربعاء جلسة محاكمة صدام حسين وسبعة من أعوانه في قضية الدجيل التي راح ضحيتها 148 شيعياً إثر مزاعم عن محاولة اغتيال صدام عام 1984 وتأتي الجلسة بعد أربعة أيام على نيل حكومة نوري المالكي ثقة البرلمان العراقي وتأديتها اليمين الدستورية، فيما تتواصل دوامة العنف في أنحاء متفرقة من العراق حاصدة عشرات القتلى والجرحى-(سي إن إن) - سيبدأ الاتحاد الدولي لكرة القدم غي تطبيق لوائح الوكالة الدولية لمكافحة المنشطات انطلاقا من نهائيات كأس العالم لكرة القدم 2006 الشهر القادم وكان رئيس الاتحاد جوزيف بلاتر اعترف في الآونة الأخيرة بأنّ لعبة كرة القدم تعاني من مشاكل تعاطي المنشطات على عكس الاعتقاد السابق من خلوها من المواد الممنوعة-(سي إن إن) |     |       |      |      |
| 24 مايو 2006 (الأربعاء) | عدل | تاريخ | راقب | تصفح |

| 24 مايو 2006 (الأربعاء) | عدل | تاريخ | راقب | تصفح |

| \| 25 مايو 2006 (الخميس) \| عدل \| تاريخ \| راقب \| تصفح \| |     |       |      |      |
| - يبدأ اليوم الحوار المقرر بين الفصائل الفلسطينية المختلفة بإشراف الرئيس محمود عباس بغية تقريب المواقف وإزالة الخلافات السياسية العميقة ولاسيما بين فتح التي تتولى المسؤولية عن مؤسسة الرئاسة وحماس التي تتولى المسؤولية عن الحكومة كما سيتناول البحث تأثيرات تجميد معظم الجهات المانحة الأجنبية للمساعدات المالية المقدمة للحكومة الفلسطينية بعد تولي حماس مقاليدها. (بي بي سي) - قالت الولايات المتحدة الأربعاء إنها ترفض عقد مباحثات مباشرة مع إيران، مالم يتوقف برنامجها لتخصيب اليورانيوم بصورة موثوقة ويمكن التثبت منها وقال المتحدث باسم البيت الأبيض الأمريكي" توني سنو" إن الغرب يعمل للتأكد من أن إيران لا تقوم بتطوير قدراتها لتصنيع سلاح نووي. (بي بي سي) - أعلن رئيس الوزراء العراقي الجديد نوري المالكي، الأربعاء، أن الجيش والشرطة العراقيين سيمكنهما تولي الملف الأمني في جميع محافظات البلاد الثمانية عشرة في نهاية العام 2007. تقييم المالكي جاء خلال اجتماع عقده مع رئيس وزراء الدنمارك أندرس فوغ راسموسن الذي يزور البلاد، وفق ما جاء في بيان صادر عن رئاسة الحكومة العراقية-(سي إن إن) - تمت السيطرة على الحريق الضخم الذي اندلع في مطار "أتاتورك" الدولي بإسطنبول الأربعاء كما استؤنفت حركة الملاحة، وفق وزارة النقل التركية وقال نائب حاكم إسطنبول إن ثلاثة أشخاص أصيبوا في الحريق الذي يعتقد أن التماس كهربائي في منطقة الشحن بالمطار قد تسببه به-(سي إن إن) - قبل ثلاثة أسابيع من انطلاق كأس العالم لكرة القدم 2006، خسر منتخب الولايات المتحدة لكرة القدم الثلاثاء بهدف للاشيء في أولى مباراياتها الودية استعدادا للبطولة وتعرض كابتن المنتخب الأمريكي، كلاوديو ريان، لإصابة شديدة، في المباراة التي أحرز فيها منتخب المغرب هدف الفوز في الدقيقة التسعين بواسطة اللاعب محمد مديحي-(سي إن إن) |     |       |      |      |
| 25 مايو 2006 (الخميس) | عدل | تاريخ | راقب | تصفح |

| 25 مايو 2006 (الخميس) | عدل | تاريخ | راقب | تصفح |

| \| 26 مايو 2006 (الجمعة) \| عدل \| تاريخ \| راقب \| تصفح \| |     |       |      |      |
| - ساد الهدوء شوارع مدينة غزة بعد دخول قرار وزير الداخلية في حكومة حماس بسحب عناصر القوة الأمنية الجديدة حيز التنفيذ وكانت القوة الجديدة قد اصطدمت مرات عديدة بقوات الشرطة والامن منذ نشرها في القطاع قبل عشرة أيام، وهي صدامات اسفرت عن مقتل عدد من الاشخاص واسهمت في رفع حدة التوتر بين حركتي حماس وفتح. (بي بي سي) - اعترف الرئيس الأمريكي جورج دبليو بوش وضيفه رئيس الحكومة البريطانية توني بلير بارتكاب "اخطاء" فيما يخص حرب العراق وقال بوش إن أكبر خطأ ارتكبته الولايات المتحدة في العراق تمثل في فضيحة التعذيب في سجن أبو غريب، وهو خطأ لا زالت البلاد تدفع ثمنه إلى الآن. (بي بي سي) - في الوقت الذي حثّ فيه مدير الوكالة الدولية للطاقة الذرية محمد البرادعي، إيران للعودة إلى طاولة المفاوضات بشأن ملفها النووي، أعلن سفير طهران لدى الأمم المتحدة جواد ظريف أن بلاده تريد الحوار مباشرة مع واشنطن حول حل يمكن "إحرازه بسهولة" إذا تخلت الإدارة الأمريكية عن "تكتيكها الاستفزازي." -(سي إن إن) - وصل وزير الخارجية الإيراني منوشهر متقي إلى بغداد الجمعة، لاجراء محادثات مع نظيره العراقي هوشيار زيباري وكبار المسؤولين العراقيين، وفق ما أعلنه مسؤول في الخارجية العراقية ويتوقع أن يعقد الوزيران مؤتمراً صحفياً في وقت لاحق من اليوم وتعتبر زيارة متقي الأولى لمسؤول إيراني منذ تولي الرئيس محمود أحمدي نجاد السلطة في إيران في أغسطس الماضي-(سي إن إن) - مايكل أوين يعود لقيادة منتخب إنجلترا لكرة القدم قبل كأس العالم لكرة القدم 2006، وتشارك إنجلترا في البطولة ضمن فرق المجموعة الثانية التي تضم معها منتخب الباراغواي لكرة القدم ومنتخب ترينيداد وتوباغو لكرة القدم ومنتخب السويد لكرة القدم -(سي إن إن) |     |       |      |      |
| 26 مايو 2006 (الجمعة) | عدل | تاريخ | راقب | تصفح |

| 26 مايو 2006 (الجمعة) | عدل | تاريخ | راقب | تصفح |

| \| 27 مايو 2006 (السبت) \| عدل \| تاريخ \| راقب \| تصفح \| |     |       |      |      |
| - مقتل 161 شخصا على الأقل وجرح المئات جراء هزة أرضية قوية ضربت جزيرة جاوا الاندونيسية. وقد أثرت الهزة، التي بلغت قوتها 6,2 بمقياس ريختر، على المباني الموجودة في منطقة مكتظة بالسكان بالقرب من مدينة يوجياكارتا على الساحل الجنوبي لجزيرة جاوا (بي بي سي) - - تعهد الرئيس الفنزويلي هوجو شافيز بتقديم 1.5 مليار دولار في شكل استثمارات في مجال الطاقة في بوليفيا الفقيرة يوم الجمعة حيث استقبل استقبال الأبطال من قبل مزارعي نبات الكوكا والذين أشادوا برسالته المناهضة لأمريكا. (رويترز) |     |       |      |      |
| 27 مايو 2006 (السبت) | عدل | تاريخ | راقب | تصفح |

| 27 مايو 2006 (السبت) | عدل | تاريخ | راقب | تصفح |

| \| 28 مايو 2006 (الأحد) \| عدل \| تاريخ \| راقب \| تصفح \| |     |       |      |      |
| - تواصل فرق الانقاذ البحث عن ناجين من جراء الزلزال القوي الذي بلغت قوته 6.2 درجة على مقياس ريختر الذي تعرضت له يوجياكرتا بجزيرة جاوا في اندونيسيا والذي ادى إلى مقتل ما يزيد عن 3000 شخص وتشير التقديرات أيضا إلى اصابة عشرات الآلاف بجراح، بينما يمضي حوالي 200 الف من الاندونيسيين المشردين والخائفين ليلتهم الأولى في العراء بعدما تضررت منازلهم حيث لجأوا إلى ساحات المساجد والساحات العامة والكنائس والمستشفيات. (بي بي سي) - أعلن الجيش الأمريكي عن تحطم طائرة هليكوبتر عسكرية من طراز كوبرا تابعة لقوات مشاة البحرية في محافظة الأنبار غربي العراق يوم السبت وقال بيان عسكري إن ملاحي الطائرة لا زالا في عداد المفقودين واستبعد البيان ان تكون الطائرة قد هوت بفعل نيران معادية، حيث انها كانت في رحلة اختبار بعد خضوعها لعملية صيانة. (بي بي سي) - أعلن مكتب رئيس الحكومة الفلسطينية إسماعيل هنية أن الحكومة بقيادة حركة المقاومة الإسلامية "حماس" ترفض مهلة العشرة أيام التي حددها رئيس السلطة الوطنية الفلسطينية محمود عباس، لقبول خطة تدعو إلى قيام دولة فلسطينية تعيش بسلام بجانب إسرائيل، وهدد بطرحها في استفتاء -(سي إن إن) - يبدأ وزراء المالية والاقتصاد من نحو 56 دولة إسلامية، السبت اجتماعاتهم بالعاصمة الكويتية، لمناقشة الخطوات التنفيذية لإنشاء صندوق يعد الأول من نوعه، يهدف إلى محاربة الفقر في الدول الإسلامية، بالإضافة إلى دعم برامج التنمية الاقتصادية والاجتماعية لشعوب تلك الدول-(سي إن إن) - بخسارته مباراته الودية مع منتخب الجمهورية التشيكية لكرة القدم بهدفين دون مقابل، تعاظمت نسبة الشكّ في استعدادات منتخب السعودية لكرة القدم قبل أسبوعين من انطلاق نهائيات كأس العالم لكرة القدم 2006 في هذه الأثناء، أنهى منتخب تونس لكرة القدم معسكره السويسري وعاد السبت إلى مدينة الحمامات التونسية استعدادا لدورة دولية الأسبوع القادم -(سي إن إن) |     |       |      |      |
| 28 مايو 2006 (الأحد) | عدل | تاريخ | راقب | تصفح |

| 28 مايو 2006 (الأحد) | عدل | تاريخ | راقب | تصفح |

| \| 29 مايو 2006 (الإثنين) \| عدل \| تاريخ \| راقب \| تصفح \| |     |       |      |      |
| - قضى سكان جزيرة جاوا الاندونيسية ليلتهم الثانية في العراء بعد زلزال جاوا 2006 الذي خلف ما يزيد عن 4900 قتيل وعشرات آلاف المصابين وقد اجبرت الأمطار العديد منهم على العودة إلى حطام منازلهم للاحتماء بها ويعتقد ان العديد من الجثث ما زالت تحت الحطام، وتقول فرق الاغاثة ان حظوظ العثور على ناجين تقل بسرعة وتتسارع عمليات الاغاثة خاصة نواحي يوغياكارتا التي تكبدت أكبر الخسائر، حيث اصيب حوالي 20 ألف شخص وبقي قرابة 200 ألف دون مأوى. (بي بي سي) - وقع انفجار في حافلة شمال شرقي العاصمة العراقية بغداد مما أدى إلى مقتل 11 شخصا وفقا لما أفادت به مصادر الشرطة العراقية وأضافت المصادر ان 44 شخصا كانوا على متن الحافلة وقت وقوع الانفجار ونقلت وكالات الأنباء عن الشرطة القول ان الانفجار وقع في منطقة بعقوبة والخالص. (بي بي سي) - تواصل الجلسة 29 من محاكمة صدام حسين وسبعة من معاونيه الاثنين الاستماع إلى شهود النفي في قضية الدجيل واستهلت الجلسة وقائعها بالاستماع إلى شاهد نفي عن المتهم عواد البندر، الذي بدأ في الإدلاء بإفادته من وراء ستار -(سي إن إن) - قال قائد شرطة كابول إن ثلاثة على الأقل قُتلوا وجرح 16 آخرين في حادث تصادم شاحنة تابعة لقوات الجيش الأمريكي في جمع مزدحم من المارة بأحد شوارع كابول، وأن القوات الأمريكية قتلت شخصا واحدا على الأقل وجرحت اثنين في التعامل مع أحداث الشغب التي نشبت عقب الحادث-(سي إن إن) - بدأت الأمم المتحدة إجلاء المئات من موظفيها من تيمور الشرقية الأحد بسبب الانفلات الأمني وتصاعد موجة العنف التي دفعت بالآلاف من السكان للفرار من العاصمة "ديلي" منذ بدء الأحداث الدامية الأسبوع الماضي وقضى أربعة أشخاص نحبهم، أحدهم أحرق حياً حتى الموت، خلال مواجهات السبت ويثير العنف القلق من إمكانية انزلاق تيمور الشرقية إلى حافة حرب أهلية -(سي إن إن) |     |       |      |      |
| 29 مايو 2006 (الإثنين) | عدل | تاريخ | راقب | تصفح |

| 29 مايو 2006 (الإثنين) | عدل | تاريخ | راقب | تصفح |

| \| 30 مايو 2006 (الثلاثاء) \| عدل \| تاريخ \| راقب \| تصفح \| |     |       |      |      |
| - اطلقت مروحية إسرائيلية صاروخا على شمال قطاع غزة ما ادى إلى مقتل ثلاثة نشطاء فلسطينيين، حسبما اعلن شهود عيان ومصادر أمنية فلسطينية وقال شهود عيان ان الغارة نفذت عقب مناوشات جرت بين مسلحين فلسطينيين والجيش الإسرائيلي على الحدود بين إسرائيل وغزة. (بي بي سي) - كان صحفيان بريطانيان يعملان في قناة سي بي اس التلفزيونية الأمريكية ضمن ضحايا أحداث العنف في العراق الاثنين وقد فقد المصور التلفزيوني بول دوجلاس ومهندس الصوت جيمس برولان حياتهما حين انفجرت سيارة مفخخة بالقرب من وحدة عسكرية أمريكية كانا يرافقانها. (بي بي سي) - تنعقد الجلسة الثلاثين من محاكمة صدام حسين وسبعة من معاونيه في قضية الدجيل في وقت لاحق من اليوم الثلاثاء. وتميّزت جلسة الاثنين بإدلاء شخصيات بارزة من النظام العراقي السابق، بينهم اثنان من وزراء الداخلية السابقين، بشهادات نفي -(سي إن إن) - قررت لجنة خدمات الجيش في مجلس الشيوخ الأمريكي عقد جلسات استماع بشأن مزاعم في ارتكاب مشاة البحرية الأمريكية "فظاعات" العام الماضي في العراق، عندما مقتل ما يصل إلى 24 مدنيا عراقيا في نوفمبر ويحقق الجيش الأمريكي في الواقعة التي حدثت في بلدة الحديثة على بعد 220 كيلومترا شمال غربي بغداد، والتي شبهتها بعض وسائل الإعلام الأمريكية بمذبحة ماي لاي في فيتنام عام 1968عندما قتل الجنود الأمريكيون مئات القرويين-(سي إن إن) - قررت السلطات البنغالية الاثنين وقف الدراسة في جامعتها الرئيسية، من أجل تمكين الطلبة المحتجين على مشاهدة مباريات نهائيات كأس العالم لكرة القدم 2006 التي تنظمها ألمانيا من التاسع يونيو إلى التاسع يوليو كما قررت إدارة السجون تزويد سجونها بشاشات حتى يتابع المقيمون فيها تلك المباريات -(سي إن إن) |     |       |      |      |
| 30 مايو 2006 (الثلاثاء) | عدل | تاريخ | راقب | تصفح |

| 30 مايو 2006 (الثلاثاء) | عدل | تاريخ | راقب | تصفح |

| \| 31 مايو 2006 (الأربعاء) \| عدل \| تاريخ \| راقب \| تصفح \| |     |       |      |      |
| - وعدت الإدارة الأمريكية باعلان نتائج التحقيق العسكري الذي يجري في اتهامات بأن جنودا أمريكيين قتلوا مدنيين عراقيين في مدينة حديثة وقال المتحدث باسم البيت الأبيض ان الرئيس الأمريكي جورج دبليو بوش يبدي اهتماما بهذه الاتهامات لكنه يريد منح المؤسسة العسكرية الوقت الكافي لاجراء تحقيقها الخاص في هذا الحادث وتم فتح التحقيق في اعقاب تقارير اعلامية أمريكية بأن جنود مارينز أمريكيين قتلوا 15 مدنيا عراقيا في مدينة حديثة في نوفمبر الماضي، ثم حاولوا اتهام جماعات مسلحة بالوقوف خلف الحادث. (بي بي سي) - قالت السلطات الاندونيسية ان عدد ضحايا زلزال جاوا 2006 المدمر الذي ضرب جزيرة جاوا يوم السبت الماضي، ارتفع إلى أكثر من 5800 قتيل وذكرت السلطات ان الآف الاشخاص اصيبوا بجروح عقب الزلزال، الذي شرد أيضا أكثر من 200 الف شخص من منازلهم وقد بدأت المعونات الطارئة في الوصول إلى جزيرة جاوا الاندونيسية لمساعدة منكوبي الزلزال الذي ضرب المنطقة يوم السبت الماضي. (بي بي سي) - تواصل المحكمة الجنائية المختصة في العراق محاكمة صدام حسين ومعاونيه السبعة لاستكمال الاستماع إلى شهود الدفاع مع دخول المحاكمة لمنعطف جديد عقب تفنيد أحد شهود نفي الجلسة الثلاثين مزاعم الإدعاء بإعدام 148 شخصاً في إطار قضية الدجيل، قائلاً إن بينهم أحياء وفجّر شاهد النفي الثاني في الجلسة الثلاثين مفاجأة بإعلانه وجود أحياء ضمن قائمة أسماء ممن قيل أنهم أعدموا، من بين 148 شخصاً في أعقاب محاولة الاغتيال الفاشلة عام 1982-(سي إن إن) - ارتفعت أسعار النفط الثلاثاء فوق سقف 72 دولارا للبرميل وسط ترقب الأسواق اجتماع لمنظمة الدول المصدرة للنفط "أوبك" الخميس، في العاصمة الفنزويلية كراكاس وكانت العطلة الرسمية في بداية هذا الأسبوع في الولايات المتحدة قد دفعت بأسعار النفط إلى الارتفاع، مؤذنة بموسم سفر وانتقال الأمريكيين داخل البلاد-(سي إن إن) - وجّه منتخب أوكرانيا لكرة القدم إنذارا شديد اللهجة لمنتخبات إسبانيا وتونس والسعودية التي تشكّل معها المجموعة الثامنة من نهائيات كأس العالم لكرة القدم 2006، بسحقه نظيره الكوستاريكي بأربعة أهداف دون مقابل في المباراة الودية التي جمعتهما الاثنين -(سي إن إن) |     |       |      |      |
| 31 مايو 2006 (الأربعاء) | عدل | تاريخ | راقب | تصفح |

| 31 مايو 2006 (الأربعاء) | عدل | تاريخ | راقب | تصفح |